# 오늘도 형제는 평화롭다
오늘도 형제는 평화롭다는 작가 GIMS가 제작한 네이버 완결 웹툰이며 웹 드라마로도 제작되었다. 매주 수요일과 일요일에 연재되어 2017년 2월 18일부터 2017년 8월 9일까지 연재된 웹툰이다.

## 개요
돈독한 형제들의 이야기, 사건의 중심엔 늘 그들이 있다.

## 등장인물

### 형
완벽, 키큼, 잘생김, 몸 좋음

## 에피소드

### 1화 (배려)
화장실에서 볼일을 보던 동생이 형에게 휴지를 달라고 하지만, 형은 혼자 해결해보라고 한다.

### 2화 (우애)
서로 같은 여자를 좋아하면 어떻게 될지 얘기하던 형과 동생은 지나가던 아름다운 여자에게 동시에 사랑에 빠진다. 형이 먼저 말을 걸지만, 동생은 형이 애인이 있다 하고 여자가 당황하자 형은 "저희 사귑니다."라고 말한다.

### 3화 (소개)
친구들을 집으로 데려오려는 동생은 친구들이 형에 대해 궁금해하며 기대하자 형이 집에 있을 거라고 말한다. 문을 연 동생은 팬티만 입고 춤추는 형을 보고 문을 닫은 후 집에 손님이 있었다고 거짓말을 한다.

### 4화 (무대)
집에서 두 아들이 팬들의 함성이 담긴 무대가 펼쳐지는 방송을 틀어 마이크 스탠드를 세워두고 노래를 부르며 마치 가수가 된 것처럼 행동한다. 하지만 부모님이 보게 되고 마이크 스탠드는 아버지의 카메라 삼각대였다.

### 5화 (체념)
동생은 마치 약을 먹지 않으며 쓰러질 사람처럼 형을 부르지만, 통에서 약을 꺼내 먹은 후 다시 정신을 차린다. 하지만 그 약은 껌이었다.

### 6화 (이해)
조카의 부모님이 부부 여행을 가게 되어 조카는 형제의 집에 오게 된다. 조카는 집에 오자마자 형의 방을 들어가고 군대에서 자수로 이름이 박힌 팬티를 보고 비웃는다. 하지만 형은 군필이기에 동생들을 보고 '웃을 수 있을 때 웃으렴.'이라는 말을 남긴다.

### 7화 (서열)
교실에서 형은 '여기 대가리 누구냐'라고 묻고 동생을 본 후 '너야?'라고 묻는다. 그대로 동생은 형을 무찌르지만, 그것은 상상이었다.

### 8화 (헌혈)
동생과 형은 헌혈의 집에서 헌혈하라는 홍보를 하던 중 어떤 여자가 헌혈하면 무엇을 주냐는 질문에 문화상품권과 자신의 마음을 준다고 말하지만, 여자는 그냥 간다. 가운데서 홍보하던 남자는 판넬이 낡아 바꾸러 가고 형제는 쉬게 된다. 형제는 같은 옷을 입고 있었고 지나가던 한 여성이 어디선가 본 사람이라고 생각하여 멈췄지만 의미심장한 눈빛을 보내고 간다. (이 여자는 2화에서 형제가 사귀는 것으로 알고 있는 여자다.)

### 9화 (고백)
형은 자신에게 혼잣말을 오글거리게 하고 있고, 동생은 그런 말은 집에 가서 하자고 한다. 하지만 형은 공용 화장실 거울에 손을 올리고 혼잣말을 한 것이고 이날은 형이 소개팅에서 차인 날이었다.

### 10화 (분열)
형은 자신의 옷에 떡볶이 국물이 묻은 것을 보고 동생 방에 들어가 동생에게 묻게 된다. 점점 말이 과격해지기 시작했고 동생은 형을 때린다. 하지만 동생의 상상이었으며 계속 말다툼을 하고 있었다. 이 광경을 지켜보던 부모님은 저녁 메뉴를 정한다. 아버지는 형제들이 사이가 풀어지면 정하자고 말했고 아직 배고프지도 않다는 말을 하여 어머니는 낮에 뭘 먹어서 소화가 안 된 것인지 묻는다. 아버지는 이 대답의 질문에 떡볶이라고 말한다.

### 11화 (어른)
동생은 형에게 오늘도 솔로냐는 질문을 하고 형은 너도? 라고 되묻는다. 그렇게 상처만 남은 아침 인사를 끝내고 형은 재택근무로 마무리해야 하는 프로젝트가 있다고 말하고 어른의 삶을 언급한다. 그렇게 방에 들어간 형은 팀장님이 보내준 프로젝트를 확인하지만, 그 프로젝트에는 19금 영상이 담겨 있었고 형은 누가 바이러스를 심어놨는지 혼잣말을 하던 도중 동생이 방에 들어와 광경을 목격하게 된다. 동생은 '어른의 삶이란'이라고 말하며 방을 나간다.

### 12화 (입원)
동생은 장염으로 입원을 하게 되고 엄마와 아빠는 편의점을 다녀오는 동안 형에게 동생을 퇴원할 동안만이라도 상전 모시듯 챙기라고 한다. 그렇게 부모님은 편의점을 가게 되고 형은 부담될 정도로 상전 모시듯 챙긴다. 그렇게 형은 1차 설사를 기념한 선물로 팬티를 주고 부모님이 돌아오는데 동생은 엄마에게 형이 한 행동을 이르려고 한다. 하지만 부모님도 형과 함께 박수를 치며 부담될 정도로 상전 모시듯 챙긴다.

### 13화 (식구)
어느 날 부모님은 집에 강아지 한 마리를 데려오고 함께 키우기로 한다. 그렇게 부모님은 사료를 사러 나가게 되고 형제가 강아지를 돌보게 된다. 집에 돌아온 부모님은 강아지가 멍멍거릴 때마다 같이 멍멍거리는 형제를 보며 진정시키려 하지만 형제는 진정이 되지 않아 아빠는 체념한 채 밥먹자고 한다.

### 14화 (소원)
동생은 맨발로 지긋지긋한 굴레를 벗어나겠다는 말을 하며 걸어 나가지만 형이 동생을 말린다. 하지만 동생은 말려지지 않았고 형은 부모님에게 동생이 또 신발안신고 맨발로 나간다는 말을 한다. 동생은 지금까지 리모컨 심부름, 청소, 설거지, 치킨 심부름 등을 당한 기억을 떠올리며 형에게 자신이 만만하냐고 물어보려는 순간 형은 샤워를 마치고 나와 머리를 수건으로 말리고 있었다. 형의 등에는 근육이 있었고 동생은 자연스럽게 끝말잇기로 상황을 회피하며 인터넷에 '형이 너무 싫어요'를 검색한다.

### 15화 (반성)
형과 동생은 서로 자신은 괜찮은 형, 동생이라고 생각하고 있다. 동생은 집에 여자인 친구를 데려오고 여자인 친구가 형을 좋아한다고 말한다. 형은 내 동생 친구라고? 라는 질문을 하고 바로 얼굴에 주먹을 꽂는다. 그렇게 여사친은 코피를 흘리며 형이 밥을 사주겠다고 한다. 그렇게 형은 옷을 갈아입으러 방에 들어갔지만, 강아지가 방을 더럽혀놓았다. 그래서 형은 개XX라는 욕을 크게 외쳤지만 바로 동생이 들어와 자신은 이번에 아무 짓도 안 했다고 말하고 형은 아무 말 없이 미안하다고 한다.

### 16화 (효자)
엄마는 아빠에게 친구의 딸에 대해 얘기하며 딸 하나 있었으면 좋겠다고 말을 해서 형제는 엄마에게 효도하려 한다. 그렇게 아침부터 형제는 시끌벅적하게 있어서 엄마는 잠에서 깨어 형제에게 간다. 그때 형제는 치마와 같은 여자 옷을 입고 엄마를 위해 밥을 차리고 합계 쇼핑을 하며 길거리를 돌아다닌다. 효도를 했다는 생각에 뿌듯했던 형제는 엄마가 자식 자랑에 입 아프시겠다고 말을 하지만 엄마는 전화로 누군가에게 자신은 집에 있었다고 말한다.

### 17화 (청결)
형은 대변을 보고 변기 물을 안 내린 것을 본 후 식겁해 한다. 그렇게 동생은 아빠에게 형이 싫다고 말하며 조금만 더러워도 화낸다고 했다. 아빠는 형이 결벽을 가지게 된 과거를 알려주게 되는데, 형은 음료를 먹고 있었고 친구들이 달라 해서 주었지만, 친구 중 한 명의 손에 흙이 잔뜩 묻어 있어서 결벽을 가지게 되었다고 한다. 그렇게 아빠는 형을 이해한다고 했고 형은 변기 물을 내리지 않은 범인을 찾기 위해 동생에게 묻는다. 동생은 자신이 한 짓이 아니라고 하고 형은 무엇을 먹었는지 물어보는데, 동생이 두부조림을 먹었다고 말 한순간 형은 동생에게 주먹을 꽂는다. 그렇게 형은 변기에 담긴 대변을 파헤치려 하고 동생은 형을 이해하기엔 아직 멀었다고 한다.

### 18화 (진로)
형은 동생의 학교로 직업인과의 만남이라는 진로 찾기 프로젝트의 강사로 강연을 한다. K사 관리체계팀 대표라고 소개한 후 관리체계가 무엇을 하는 일인지에 대해 질문을 받게 된다. 쉽게 말해 정보 보호 역할이라고 소개한 후 한 친구가 해커냐고 물어본다. 형은 해커는 아니지만 해킹할 능력이 있다고 말하고 질문을 한 친구는 막힌 사이트도 뚫을 수 있냐고 재질문을 한다. 형은 '네가 원하는 게 꼭 막힌 사이트에만 있을까?'라고 말한 후 질문한 친구와 하이파이브를 한다. 그렇게 형은 여러 질문을 받지만, 사직서를 가방에 챙기고 다니는 열정과 언제든지 회사를 나갈 수 있는 용기가 필요하다고 말하고 학급 친구들에게 혼란만 주고 퇴장한다.

### 19화 (허점)
동생의 친구는 자신의 동생을 싫어한다 말하고 동생은 자신의 형을 싫어한다고 말한다. 형을 싫어하는 이유에 대해 설명하지만, 딱히 싫어하는 데엔 이유가 없었다. 그렇게 한 친구가 늦게 등교를 하고 병원에 갔다 왔다고 하지만 무단보단 질병 지각이 더 나아서 병원에 다녀왔다고 한다. 그 친구는 위로 형이 두 명 있다고 하고 용돈도 주기에 좋다고 한다. 용돈을 받는 방법을 동생에게 말하게 되고 그 방법은 형이 이상한 짓을 할 때 몰래 찍으면 된다고 했다. 그래서 동생은 집에 도착한 후 형이 팬티만 입고 춤을 추는 것을 몰래 찍은 후 형에게 퍼뜨린다고 하지만 형은 '그래'라는 답변과 함께 더 격렬하게 춤을 춘다.

### 20화 (호감)
형의 회사엔 새로운 여직원이 들어왔고 형은 호감을 느끼게 된다. 그렇게 집에서 형은 동생에게 자신을 어필하는 방법을 알려달라 하지만 동생 역시 솔로였다. 동생은 형에게 향수를 뿌리고 꾸미지 않은 듯한 패션을 갖추면 된다고 한다. 그렇게 형은 회사에 향수를 뿌리고 운동복을 입었으며 샤워도 안 하고 수염을 기른 채 가게 된다. 동생의 세 번째 조언이었던 무심하지만 소소한 선물을 여직원에게 주지만, 그 선물을 정말 먹다 남은 초코우유였다. 형은 동생의 마지막 조언이었던 햇볕 드는 벤치에 앉아 대화를 나누는 것을 실행한다. 하지만 동생이 나타나고 동생은 깔끔하게 꾸미고 온 채 여직원에게 친하게 지내자고 한다.

### 21화 (마트)
엄마는 형제에게 마트에서 반찬거리를 사 오라고 카드를 주게 되고 형제는 엄마 카드를 받은 것에 신나한다. 동생은 형의 후드티를 입었고 형은 자기 후드티 아니냐고 물어보지만, 동생은 이미 입어서 어쩔 수 없다고 말한다. 하지만 어쩔 수 있다고 다시 정정하며 후드로 얼굴을 가린다. 그때 형제는 마트에서 2화와 8화에서 형제를 동성애자로 오해한 여자를 보게 되고 동생은 사실 형제라고 말을 하지만 여자는 그러면 안 되는 거잖아라고 생각하게 된다. 마트 시식 코너에서 일하시는 아주머니가 형제에게 시식하라고 하여 동생은 치즈스틱을 먹고 그렇게 사 오라는 반찬거리는 사지 않고 자신들이 먹을 것만 사서 집에 간다. 엄마는 형제를 보고 나가라고 한다.

### 22화 (보호)
형은 자신의 친구에게 동생이 싫다며 욕하지만, 자신의 친구도 똑같이 욕하자 자신만이 욕할 수 있다며 친구를 때린다. 어느 날 형은 멋진 양복을 입고 요즘 학교 주변이 흉흉한데 흉흉한 사람이 동생일까 봐 동생을 데리러 갔다. 그때 15화에서 등장한 동생의 여자인 친구가 나타나 형에게 호감을 표시하지만, 형은 끝까지 철벽을 친다. 그렇게 동생의 친구들이 모여 형을 보고 멋있다는 말을 하며 칭찬을 하자 형은 고맙지만, 부담스럽다고 말했다. 하지만 형의 어깨는 이미 올라가 있었으며 동생은 친구를 데리고 갈 길을 가게 된다. 동생은 더 이상 보호받을 나이가 아니라며 투덜대지만, 불량배들이 동생을 부르게 된다. 동생이 피하려는 찰나 형이 나타나 불량배를 응징하고 동생은 자신만 때릴 수 있다며 바로 동생을 때린다.

### 23화 (사회)
형은 동생과 어렸을 적에 찍은 사진을 보며 피는 물보다 진하다는 생각을 하지만 동생이 용돈을 달라고 하자 바로 때린다. 동생은 강아지를 보살피며 거실을 어지럽혀 놓았고 형은 잔소리를 한다. 그때 엄마가 집에 도착하고 동생은 엄마에게 안겨 애교를 부리고 엄마는 형에게 또 동생을 괴롭혔냐고 잔소리를 하게 된다. 동생은 형이 산 후드티를 입어도 되냐고 물어보고 형은 아직 한 번도 입어보지 못한 옷이어서 섣불리 대답하지 못하고 있었다. 그렇게 형은 엄마에게 자신이 차별받는다는 이야기를 하며 투덜댄다. 동생은 후드티를 입고 인스타그램에 자신의 사진을 올렸고 엄마는 친구를 만나러 나가게 되며 동생은 형에게 일단 진정하라고 한다.

### 24화 (면허)
형은 심장이 멎을 것 같을 정도로 두근거리는 마음을 표출하고 동생은 말을 실천하라 한다. 동생은 아버지에게 형이 왜 저런지 물어보았는데 아버지는 형이 면허를 땄다고 하며 동생에게 운전을 봐달라고 부탁한다. 동생은 그렇게 목숨을 걸고 형의 차에 탑승하지만, 계속 불안해한다. 형은 서울로 간다고 하며 운전을 하지만 차선을 바꿔야 서울로 가는 길이어서 동생이 차선을 바꾸라고 한다. 형은 초보 운전이기에 차선을 바꾸지 못하고 계속 직진만 하며 동생에게 인생은 직진이라는 말을 한다. 그렇게 목적지는 부산이 되었고 형과 동생은 부산 여행을 했다.

### 25화 (투표)
형은 사랑은 돌아오는 거라며 무언가를 던지지만, 예상보다 멀리 날아갔다. 형은 소파에 앉아 한숨을 쉬며 사랑이 무엇인지 동생에게 물어본다. 동생은 형이 할 수 있는 것은 아닌 것 같다고 얘기하며 진지하게 원인을 찾아보려 한다. 형은 자신이 완벽해서라고 했고, 동생은 못 하는게 아니라 안 하는 거라고 한다. 그렇게 형은 동생에게 누가 더 잘생겼는지 물어보자고 제안하고 동생은 받아들인다. 소파에 앉아 있는 부모님에게 형제는 누가 더 잘생겼는지 묻지만, 엄마는 형이 자신을 닮아서라는 속마음으로 형이 잘생겼다고 하고 아빠는 동생이 자신을 닮아서라는 속마음으로 동생이 더 잘생겼다고 한다. 그렇게 강아지가 기권하며 무승부로 끝난다.

### 26화 (장마)
어느 날 형은 동네가 저녁만 되면 사람이 없다고 얘기하고 동생은 어쩔 땐 무섭기도 하다고 이야기한다. 형은 작년 여름쯤 이곳을 와봤다며 과거 얘기를 한다. 해가 저물어가면서 모든 간판의 불이 꺼지고 보이는 거라곤 가로등 아래의 자신뿐이었다고 한다. 뒤에 누군가 오는 느낌이 들어 오싹해졌을 때 비가 내리기 시작했고 형은 빠른 걸음으로 자리를 옮기고 있었다. 그때 뒤에서 발소리가 들려 발걸음을 멈췄고 뒤에 있던 여자는 맛있는 냄새가 난다 했다. 형은 비 오는 저녁 맛있는 냄새라 하면 파전밖에 없다고 하고 파전을 먹고 싶다고 한다.

### 27화 (영화)
아버지는 형제에게 영화나 보고 오라고 하며 2인용 티켓을 준다. 어머니가 야근이래서 주는 것이었다. 동생과 형은 둘 다 처음엔 거부하지만, 아버지가 30분 안에 볼 친구를 구해오는 사람에게 준다고 했다. 그렇게 형과 동생은 결국 둘이 영화를 보러 가게 되고 좌석에 앉았다. 동생의 옆자리에선 커플이 스킨쉽을 하며 영화를 보고 있어 영화의 집중을 하지 못하고 있었다. 형은 옆자리의 남자가 계속 쳐다봐서 불안해하지만 옆자리의 남자는 결말을 알려준다. 그렇게 형은 영화를 집중해서 관람하게 되고 형은 결말을 알아야 더 집중해서 영화를 본다고 한다.

### 28화 (승부)
동생의 여자인 친구는 학교에서 동생에게 오빠를 자신에게 넘기라고 한다. 그렇게 동생은 친구들에게 자신이 형보다 잘생기지 않았냐고 묻지만, 만장일치로 친구들은 형이 더 잘생겼다고 한다. 여자인 친구는 같은 옷을 입고 비교해보라 하였고 동생과 형은 사진관에 가서 같은 옷을 입고 사진을 찍는다. 동생의 친구들은 형도 멋있고 동생도 잘생겼다 한다. 하지만 형의 얼굴을 다시 보고 동생의 친구들은 바로 형의 승리로 판정을 내렸다. 상실하던 동생에게 여자인 친구는 동생에게 빈말하지만, 동생은 거부한다. 그렇게 여자인 친구는 노력이 가상하다는 이유로 동생의 승으로 판정을 내리고 여자인 친구가 밥을 사주겠다 하여 같이 밥을 먹으러 간다.

### 29화 (굴암)
6화에 나왔던 조카들은 자신의 아빠가 더 세다며 유치하게 말싸움을 하고 있고 형제는 그 모습을 지켜보며 유치하다고 한다. 형은 먼저 동생에게 두 대를 치고 동생은 세 대를 치며 형제가 더 유치하게 있었다. 형은 엄마에게 용돈을 달라며 떼를 써 바닥에 누웠지만, 그대로 집 밖으로 쫓겨나고 정신을 차리고 다시 들어온다. 동생은 엄마에게 용돈을 20만 원 받고 형을 약 올린다. 동생은 형에게 피시방 갈 친구가 없다고 하지만 형은 여자한테만 전화를 건다고 한다. 형은 동생에게 여자가 있냐 물어보지만, 동생은 있다고 하며 여자인 친구를 이야기한다. 형은 쟤는 자신을 좋아한다고 하며 동생은 여자인 친구에게 전화를 걸지만, 여자인 친구는 동생이 말을 꺼내기도 전에 오빠가 좋다고 한다.

### 30화 (막내)
동생은 편하게 누워있었지만, 형은 동생의 얼굴을 발로 툭 치며 엄마가 두부 심부름을 시켰다며 다녀오라고 한다. 보이지 않는 서열이 존재하여 동생은 엄마한테 다 이르려고 한다. 엄마는 동생에게 가는 김에 강아지 간식도 사 오라고 시킨다. 주말에 아빠는 잔소리하며 동생을 깨우고 엄마는 우리 애기 일어났냐고 얘기하여 동생은 자신한테 하는 말인 줄 알고 눈을 뜨지만, 강아지 깨비에게 하는 말이었다. 그렇게 억울해하던 동생은 자아 인터뷰를 하지만 형이 방문을 열고 시끄럽다며 때린다. 동생은 깨비가 자신보다 나은 게 뭐냐고 가족들에게 묻지만, 가족들 모두 귀엽다고 한다. 동생은 반박하지만, 결국 본전을 찾지 못한다. 서러워하는 동생에게 깨비가 다가가 위로한다. 하지만 깨비는 위로를 하지 않고 약 올렸고 서열의 끝은 동생이었다.

### 31화 (고백)
동생의 여자인 친구는 학교에서 동생의 얼굴에 스티커를 붙혀주고 체육대회가 시작된다. 형은 동생의 체육대회에 회사를 가지 않고 학부모회 대신 가게 되었다. 여자인 친구는 형에게 반갑게 인사를 하며 계속 좋아한다 하지만 동생이 질투하는 것이 보이자 말장난을 친다. 그때 2화와 8화에 나왔던 여자가 형에게 인사를 걸고 여자는 교생으로 왔다고 한다. 동생은 형과 여자인 친구가 같이 있어서 복화술로 떨어지라고 하지만 형은 동생에게 여자인 친구를 좋아하냐고 물었다. 동생은 그 질문에 좋아한다고 말해버렸고 체육대회는 혼란만 남게 되었다.

### 32화 (견제)
형은 마치 연예인처럼 말을 하고 있지만 사실은 집에서 가족 앞에서 하고 있던 말이었다. 동생은 형에게 휴일인데 어디 안나가냐 묻지만, 형은 안나간다고 한다. 사실 이 질문은 동생이 소파에 앉고 싶어서 한 질문이었다. 형은 갑자기 일이있었다 하면서 편의점에 맥주사러 가야한다고 한다. 형은 일을 오늘로 잡았고 동생에게 라면을 끓여주면 치킨을 사달라 하여 동생은 라면을 끓여준다. 형은 라면을 먹다가 SNS를 시작할까라고 동생에게 물어보지만, 동생은 여자인 친구가 형이 SNS를 한다고 하면 좋아할 것이 떠올라서 하지말라고 한다.

### 33화 (마음)
여자인 친구는 동생에게 체육대회때 고백했던 것이 사실이냐 묻고 동생은 당황해 한다. 하지만 여자인 친구는 동생이 형을 좋아한다고 말한 것으로 오해했고 동생은 상황을 잘 무마한다. 동생의 친구가 여자인 친구에게 장난을 치자 동생은 친구를 때렸다. 그때 형이 학교에 또 와서 교생 선생님(2화, 8화에 등장한 여자)을 찾았고 오해를 풀려고 찾는다고 한다. 여자인 친구는 동생에게 형이 자신의 마음을 언제 알아줄까라고 묻지만, 동생은 속마음으로 같은 말을 한다.

### 34화 (박복)
부모님은 형제가 어렸을 적에 황새가 물어다 줬다라고 하면 많이 울었다고 했다. 엄마는 이제 많이 커서 반응 없을 것이라고 생각하지만 아빠는 반대였다. 그래서 아빠는 형제에게 친형제가 아니라고 장난을 치지만, 형제는 믿는다. 형은 월급을 받아서 동생에게 봉투를 주지만, 그 봉투에는 짧은 편지였다. 실망한 동생에게 형은 햄버거를 사오라고 심부름 시켰고 동생은 사비로 햄버거를 사러 간다. 햄버거집 알바였던 친구에게 화풀이를 하고 집에 돌아갔는데, 형은 햄버거 값을 준다고 한다. 동생은 화내면서 받지 않는다고 했고 아빠는 동생을 때리며 형의 정성 담긴 선물을 거부한 것으로 오해했다.

### 35화 (실체)
부모님은 잠시 외출을 한다 하고 깨비에게 형제의 말을 잘 듣고 얌전하게 있으라 한다. 부모님이 나가자 초롱했던 깨비는 바로 눈빛이 변했고 깨비는 형제보다 서열이 높았다. 형은 깨비에게 배변 패드를 깔아 주었고 깨비는 패드에다가 볼 일을 봤지만, 거의 바닥으로 흘렸다. 동생은 짐을 옮기고 있었고 깨비가 물어 뜯을 까봐 옮긴다 하여 형은 바닦에 놓인 자신의 노트북을 쳐다 봤다. 노트북은 난리가 나있었고 형은 깨비에게 잔소리를 하지만 깨비는 초롱한 눈빛으로 변했고 형은 깨비의 실체를 부모님께 알릴려고 사진을 찍었다. 부모님이 도착하자 형은 바로 부모님께 깨비의 실체를 보여줬지만, 사진 속의 깨비는 또 얌전하게 초롱한 눈빛을 하고 있었고 부모님은 형의 말을 믿지 않았다.

### 36화 (집착)
동생은 집에서 무언갈 찾고 있었고 형은 무엇을 찾는 지 물어본다. 동생은 휴대폰을 찾는다고 하였고 동생의 휴대폰은 동생의 손에 있었다. 어느 날 또 동생은 휴대폰을 찾고 있었고 형한테 전화를 걸어보라 한다. 형은 전화를 걸었지만, 전원이 꺼져 있었고 동생은 연락이 많이 와 배터리가 닳았다고 한다. 형은 핸드폰을 놓아야 할 상황을 떠올려 보라하고 동생은 컴퓨와 휴지가 놓여 있는 곳에서 폰을 찾는다. 기대하면 폰을 켜본 동생은 한 통의 연락도 없어 형이 전원이 켜졌냐 묻자 아직 안켜졌다 하고 방에 들어가 한참을 나오지 않는다.

### 37화 (신뢰)
동생은 형에게 옷을 빌려달라 하지만, 형은 동생에게 옷을 빌려주는 대신 치킨을 먹게 2만원만 빌려달라고 한다. 엄마는 형제에게 싸우지말고 지내라 잔소리를 하지만 형제는 대꾸를 하다가 꿀밤을 맞는다. 형과 동생은 연애 이야기를 하다가 형은 동생이 여자인 친구를 좋아하는 것을 안다고 말하고 동생은 인정한다. 형은 회사를 빼고 학교에 오는 이유로 교생 선생님을 보러온다고 한다. 그렇게 서로 부모님께 비밀로 하자 하고 화해를 하지만 형은 바로 엄마에게 동생의 비밀을 말했고 동생도 형의 비밀을 말한다. 엄마는 둘 다 나가라한다.

### 38화 (조언)
동생과 형은 서로 좋아하는 사람에게 고백을 하지만 둘 다 차이게 된다. 여자인 친구는 형이 더 좋다고 거부하였고 교생 선생님은 남자친구가 있어서 거부하였다. 집에 돌아와 형제는 절망에 빠져있었지만, 아빠가 나타나 무슨 일 인지 물어본다. 형제는 사실대로 이야기 하였고 아빠는 조언을 해주지만, 조언이 끝나고 엄마와 아빠가 다정하게 외출하는 모습을 본 형제는 비참해졌다.

### 39화 (생일)
동생은 생일이어서 친구들에게 자랑하지만, 친구들은 별 반응이 없었다. 학교에서 친구가 매점에서 사온 빵을 주며 어렵게 구했다고 생색을 내자 동생은 바로 친구를 때린다. 학교가 끝나고 친구들은 동생의 생일을 말로만 축하한다 하고 모두 간다. 서운해하는 동생에게 형은 밥먹으러 가자하고 고급 레스토랑에 가게 된다. 형은 어색하게 생일축하한다고 말을 하고 동생은 친구들도 안 챙겨줬다며 눈물을 글썽거린다. 그때 동생의 친구들이 등장하여 깜짝 놀래킨다. 형이 준비한 깜짝 파티였고 형은 집으로 간다. 집에 온 형에게 부모님이 좋아하냐고 묻자 뿌듯해하는데 알고보니 계산을 하고 오지 않았다.

### 40화 (액운)
형에게 남자와 여자가 길을 묻지만, 알고 보니 사이비 종교로 포섭하려는 사람이었다. 집에서 형은 자신의 이야기를 동생에 말해준다. 형은 얼굴이 선한 사람이 잘 걸린다고 말하자 동생과 형은 티격태격한다. 그렇게 동생은 자신은 그런 사람들의 말을 무시한다고 했지만, 형이 회사에 지각하며 걸어가고 있는데 동생이 학교 앞에 누군가와 앉아있었다. 알고 보니 누군가는 친구가 아닌 사이비로 포섭하러 온 사람이었고 동생은 그 사람들의 말을 믿으며 카페로 이동한다.

### 41화 (흰털)
깨비가 집에 없던 시절 형제는 강이자가 털갈이 하는 영상을 보며 강아지를 키우고 싶다고 했지만, 깨비가 집에 오고 달라졌다. 깨비는 집에 돌아다니면서 털을 흩날리고 다녀 형제는 스트레스를 받고 있었다. 형은 강아지의 털을 밀어버리면 안되냐고 묻지만, 동생은 안될거라고 한다. 부모님이 집에 들어오고 형은 엄마에게 깨비의 털을 밀자고 하여 엄마는 깨비에게 밀고 싶냐고 묻는다. 깨비는 밀기 싫다고 대답을 하였고 형은 당황하지만, 그 말은 엄마가 한 말이었고 엄마는 깨비의 털을 냅두고 싶어했던 것이다.

### 42화 (휴재)
동생은 SNS를 당분간 쉬기로 하며 영상을 찍는다. 형은 동생에게 하루 동안 SNS를 끊은 것이 어떠냐고 묻지만, 동생은 삶의 질을 포기했다고 한다. 동생은 형의 직장을 부러워하며 형의 직장에 대해 묻는다. 형은 동생에게 미래에 대한 조언을 해주고 동생은 고맙다고 한다. 형은 늦은 밤에 약속이 있어 나간다 하지만, 회사에서 호출하여 가는 거라고 말하며 동생은 형에겐 자유가 없었다라고 생각하게 되고 형은 회사에 휴재를 부탁하지만, 바로 거절당한다.

### 43화 (더위)
뉴스에는 더위가 시작될 것이라는 보도가 나오며 형제는 더위에 녹아 내린다. 형제는 너무 더워 에어컨을 틀려고 하지만, 에어컨에는 고장 스티커가 붙여져 있었고 선풍기를 꺼내려 했지만 선풍기를 닦는 데에 오래 걸려 포기한다. 형은 먼저 씻었고 동생과 팔이 살짝 닿자 바로 동생을 때렸다. 아빠가 외출을 하고 집에 돌아오지만, 너무 더워서 형제에게 왜 에어컨을 안켰냐고 묻는다. 형제는 고장났다고 했지만, 아빠는 에어컨을 틀었고 고장 스티커는 예전부터 붙여져 있던 것이었다.

### 44화 (부정)
추리 만화에 빠졌있던 형은 동생을 깨워 자신이 읽던 책이 37권이니 38권을 가져오라 한다. 형은 동생이 머리에 물이 묻어 있자 머리를 감았다고 추리한다. 형은 자신의 인생이 재미없고 추리 만화 속 주인공처럼 살고 싶다고 한다. 형은 현실에서 벗어나고 싶다는 고민을 동생에게 풀고 동생도 자신의 고민을 풀지만, 그 고민은 군대를 가야 한다는 고민이었다. 동생은 괜찮다 말하면서 자신이 군대에 갈 때쯤이면 통일이 될 거라고 믿는다.

### 45화 (진상)
카페에서 알바를 시작한 동생을 보러가기 위해 형은 카페를 찾아간다. 동생은 힘이 빠져있었고 진상이 너무 많아서라 한다. 반말을 쓰는 사람 등 많은 진상이 왔다 가고 한 진상이 에스프레소를 주문하였지만, 적은 것을 이유로 진상을 부리고 있었다. 형은 동생을 보호하기 위해 말싸움을 하고 진상은 버릇이 없다하고 형은 버릇 없는 것은 동생이라고 한다. 그렇게 쉬던 도중 형은 진상 손님은 받지 않는다고 공지를 붙였다. 하지만 바로 진상 손님이 왔고 동생은 공지를 알려 주지만, 손님은 자신을 진상이라 말하는 거라며 오히려 더 화를 낸다.

### 46화 (운수)
형은 라면을 끓여 먹기 위해 젓가락을 꺼내지만, 짝이 맞지 않는 것을 꺼냈다. 다시 꺼내보지만, 다시 짝이 맞지 않는 젓가락이 나오며 형은 운이 안 좋을 것 같다는 이야기를 한다. 그렇게 소파에서 폰을 하던 형은 얼굴에 폰을 떨어뜨리고 동생이 괜찮냐고 묻지만, 형은 오늘 재수가 없는 날이라고 한다. 형은 연차를 써서 회사를 가지 않았고 동생은 그것을 부러워 하지만, 회사의 선임들이 연차를 쓴 사람들끼리 회식하자며 전화로 형을 부른다. 형은 그 날 운이 없었다고 한다.

### 47화 (담력)
형은 동생의 친구들과 놀이공원을 가게 되고 동생의 여자인 친구는 형과 함께 무서운 놀이기구를 타자고 한다. 여자인 친구는 처음엔 자신이 못 타는 척을 하면 보호해줄거라고 생각했지만, 오히려 형은 무서운 놀이기구를 타지 못한다고 한다. 롤러코스터를 타게 되고 여자인 친구는 형이 무서워 할 때 지켜주며 손을 잡아주려 하지만, 형은 손을 브이 모양으로 하며 포토존이 어딘지 몰라 계속 그러고 타야겠다고 말한다. 동생은 알바를 하루 쉬고 귀신 알바를 신청했고 그 이유는 형을 놀래키기 위함이었다. 동생은 형을 놀래키지만, 형은 바로 동생을 때렸고 동생의 친구들은 어떻게 직원을 때리냐 묻지만 형은 자신의 동생인 것을 알고 있었다고 말한다.

### 48화 (의지)
동생은 형의 몸을 따라가기 위해 복근 운동을 하며 다이어트를 하기로 마음먹지만, 동생은 치킨 다이어트, 피자 다이어트 같은 것만 찾고 있었다. 그렇게 방학 보충 수업을 들으러 갔는데 동생의 친구들이 급식을 먹으러 가자고 한다. 동생은 다이어트를 해야 한다며 거부하지만, 밥 먹고 축구하면 살이 빠진다는 친구의 논리에 설득 당해 먹으러 간다. 밥을 먹고 동생은 축구를 안하고 자려 하지만, 이러면 안될 것 같다는 생각에 축구를 하자고 한다. 하지만 그 축구는 온라인 축구였고 PC방에 가게 된다. 그곳엔 형이 있었고 동생은 라면을 시키고 이리저리 먹을 것을 시킨다. 동생은 다이어트를 하지 않고 자신대로 살려고 한다.

### 49화 (이사)
부모님이 회사를 이전하며 이사를 하게 된 형제는 짐을 정리하고 있었다. 형은 다시 자취방으로 돌아가고 동생은 전학을 가기로 결정한다. 형과 동생은 자주 못 볼거 같다며 이야기하고 동생의 학교로 가게 된다. 동생의 친구들은 형을 보고 아쉬워하지만, 동생에겐 관심이 없었다. 그때 여자인 친구가 동생에게 안겨 울며 동생에게 가게 되도 연락하라 하며 좋은 친구라 말하고 동생은 실망하며 좋은친구라고 말한다.

### 50화 (만남)
새로운 집과 새로운 환경에 적응하며 지내고 있지만, 형은 동생에게 전화를 걸었다. 형의 전화기에선 동생의 여자인 친구 목소리가 들렸고 동생은 형의 자취방으로 두 시간안에 간다고 한다. '이젠 안녕'이라는 노래를 부모님이 틀고 형도 자취방에서 틀고 있지만, 동생의 여자인 친구는 그 노래를 모르고 있었다. 형제는 서로가 없는 일상에 심심해하며 아쉬워한다.